# Olle Langert

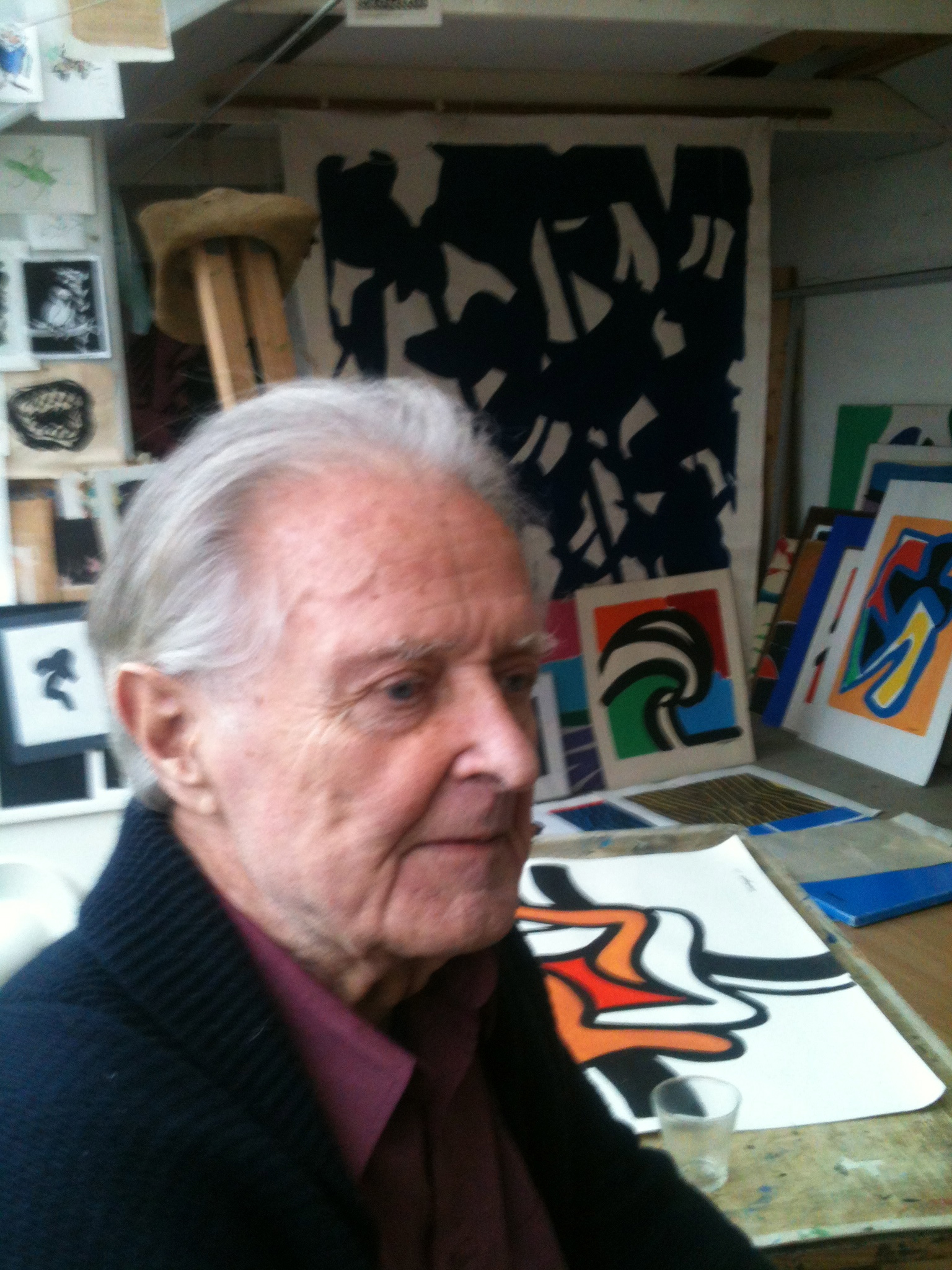
Olle Langert

Nils Olof Langert (* 11. Juni 1924; † 21. Dezember 2016 in Göteborg, Schweden) war ein schwedischer Maler, Cartoonist, Grafiker und Bildhauer. Langert schuf monumentale Werke für öffentliche Räume und Gebäude der Gemeinde Göteborg.
Er studierte 1946/47 an Valands Kunstschule in Göteborg und war zwei Jahre in Paris. Langert arbeitete in den verschiedensten Techniken von Grafiken für Zeitschriften bis zu Skulpturen zum Beispiel in Wohngebieten in Göteborg (wobei er Beton, Kunststoffe und Metalle benutzte). Er dekorierte auch im Ost-Krankenhaus in Göteborg, staatlichen Industriewerken in Stockholm und im Postamt von Göteborg.
Seine Arbeiten sind im Museum of Modern Art von Stockholm, dem Schwedischen Nationalmuseum, den Kunstmuseen von Göteborg, Borås, Malmö, Bornholm (Rønne) und dem Museum Folkwang in Essen zu sehen. Er stellte in Kunstgalerien in Stockholm, Göteborg und Skövde aus.